# Antiochos 12. af Seleukideriget
Antiochos 12. Dionysos Epifanes Filopator Kallinikos (? – 84 f.Kr.) var konge af dele af det fallerede Seleukiderige. 
Antiochos var søn af kong Antiochos 8. Grypos og blev født ind i en tid hvor seleukideslægten og dens besiddelser var i opløsning. Da hans ældre broder Demetrios 3. Eukairos blev taget tilfange af partherne, overtog Antiochos styret med dennes relativt stærke og samlede besiddelser i det sydlige Syrien, koncentreret omkring Damaskus.
Antiochos var den sidste af seleukidekongerne der gjorde et seriøst forsøg på at genrejse slægten. Han blev støttet af ptolemæerne i Ægypten og foretog flere plyndringstogter ind på jødisk territorium og forsøgte at bremse den de nabatæiske araberes fremgang i området. I kamp mod nabatæerne faldt Antiochos dog, efter i begyndelsen at have haft succes. Hans hær flygtede og faldt fra hinanden i ørkenen. Kort tid efter erobrede nabatæerne Damaskus.